# 588
El 588 (DLXXXVIII) fou un any de traspàs començat en dijous del calendari julià.

## Esdeveniments
- Un enorme terratrèmol mata desenes de milers de persones a Antioquia.[1]
- Recared I sufoca revoltes arianes a Lusitània i Septimània.[2]